# هایک آباقیانتس
هایک آواگی آباقیانتس (ارمنی: Հայկ Ավագի Աբաղյանց؛ انگلیسی: Hayk Abaghiants زادهٔ ۲۲ نوامبر ۱۹۰۲ - درگذشته ۲۰ آوریل ۱۹۶۴) دانشمند، استاد اهل ارمنستان بود.

## زندگی‌نامه
وی در ۲۲ نوامبر ۱۹۰۲ در تفلیس به دنیا آمد و از دبیرستان مهندسی دریایی و.ا. لنین (۱۹۲۸) فارغ‌التحصیل گشت. بین سال‌های ۱۹۵۶ تا ۱۹۶۴ در انستیتو کشتی‌سازی لنینگراد فعالیت می‌کرد.  وی در ۲۰ آوریل ۱۹۶۴ در سن ۶۱ سالگی در لنینگراد درگذشت.

## یادداشت
1. ↑  տեխնիկական գիտությունների դոկտոր
2. ↑  Naval Engineering High School named after V. I. Lenin/Leningrad Naval College
3. ↑  Սանկտ Պետերբուրգի ծովային տեխնիկական համալսարան
4. ↑  en:Saint Petersburg State Marine Technical University